# Зворотний агоніст

Криві доза-відповідь повного агоніста, часткового агоніста, нейтрального антагоніста та зворотного агоніста

У фармакології зворотний агоніст — це препарат, який зв'язується з тим самим рецептором, що і агоніст, але викликає фармакологічну відповідь, протилежну реакції агоніста.
Нейтральний антагоніст не має ніякої активності за відсутності агоніста або зворотного агоніста, але може блокувати активність будь-якого з них. Зворотні агоністи мають дії протилежні агоністам, але ефекти обох з них можуть блокуватися антагоністами.
Обов'язковою умовою реакції зворотного агоніста є те, що рецептор повинен мати конститутивний (також відомий як внутрішній або базальний) рівень активності за відсутності будь-якого ліганду. Агоніст підвищує активність рецептора вище його базального рівня, тоді як зворотний агоніст знижує активність нижче базального.
Дієвість повного агоніста за визначенням становить 100 %, нейтральний антагоніст має дієвість 0 %, а зворотний агоніст < 0 % (тобто негативну).

## Приклади
Рецептори, для яких ідентифіковані зворотні агоністи, включають ГАМК А-рецептори, меланокортинові рецептори, мю-опіоїд-рецептори, гістамінові рецептори та бета-адренергічні рецептори. Ідентифіковані як ендогенні, так і екзогенні зворотні агоністи, як і препарати, що діють на іонні канали, пов'язані з лігандом, і на рецептори, пов'язані з G-білком.

### Зворотний агоніст іонного каналу ліганду
Прикладом ділянки рецептора, який володіє базальною активністю і для якого були ідентифіковані зворотні агоністи, є рецептори ГАМКA. Агоністи рецепторів ГАМКА (наприклад, мусцимол) мають ефект релаксації, тоді як зворотні агоністи мають ефекти збудження (наприклад, Ro15-4513) або навіть судомні і анксіогенні ефекти (деякі бета-карболіни).

### Інверсні агоністи рецепторів, пов'язаних з G-білком
Двома відомими ендогенними зворотними агоністами є Агуті-пов'язаний пептид (AgRP) та асоційований з ним пептид Агуті-сигнальний пептид (ASIP). AgRP та ASIP природним чином з'являються у людей та зв'язуються з меланокортиновими рецепторами 4 та 1 (Mc4R та Mc1R) відповідно з наномолярною афінністю.
Антагоністи опіоїдів налоксон і налтрексон також є частковими зворотними агоністами на мю-опіоїдних рецепторів.
[джерело?]
Показано, що майже всі антигістамінні препарати, що діють на рецептори Н1 та Н2, є зворотними агоністами.
Показано, що бета-адреноблокатори карведилол та буциндолол є низькорівневими зворотними агоністами бета-адренорецепторів .